# Гандизм
Гандизм — соціально-політичне та релігійно-філософське вчення, розроблене Махатмою Ганді, що стало ідеологією індійського національно-визвольного руху.
Основні принципи:
- досягнення незалежності Індії мирними засобами широких народних мас;
- боротьба під керівництвом партії Індійського національного конгресу;
- утвердження можливості досягнення загального миру й урегулювання конфліктів шляхом арбітражу;
- ідеалізація патріархальних відносин, заклики до відродження сільської громади, кустарних ремесел, апеляція до релігійних почуттів народних мас.